# Bill Badsey
Bill Badsey war ein Hersteller von Automobilen aus Südafrika.

## Unternehmensgeschichte
Der Südafrikaner William John Badsey (* 7. Januar 1940; † 19. Februar 2001), kurz Bill Badsey genannt, gründete 1979 das gleichnamige Unternehmen und stellte ab 1981 dreirädrige Automobile her. Der Markenname lautete Badsey. 1983 endete hier die Produktion. Bereits am 8. September 1982 hatte er in Ventura im US-Staat Kalifornien Bill Badsey Racing U.S.A. gegründet. Dort setzte er die Produktion fort.

## Fahrzeuge
Den Badsey Bullet fertigte Badsey ab 1981 zunächst in Südafrika und ab 1983 in den USA. Dies war ein Dreirad mit hinterem Einzelrad. 1983 oder etwa 1998 wurde dieses Modell eingestellt. Hiervon entstanden acht Fahrzeuge. The Unique Vehicle & Accessory Company aus England bot das Modell ab 1982 als Bausatz und als Komplettfahrzeug in England an, verkaufte aber nichts.